# Aplocera opificata
Aplocera opificata är en fjärilsart som beskrevs av Lederer 1869. Aplocera opificata ingår i släktet Aplocera och familjen mätare. Inga underarter finns listade i Catalogue of Life.